# Eupholidoptera
Eupholidoptera är ett släkte av insekter. Eupholidoptera ingår i familjen vårtbitare.

## Bildgalleri

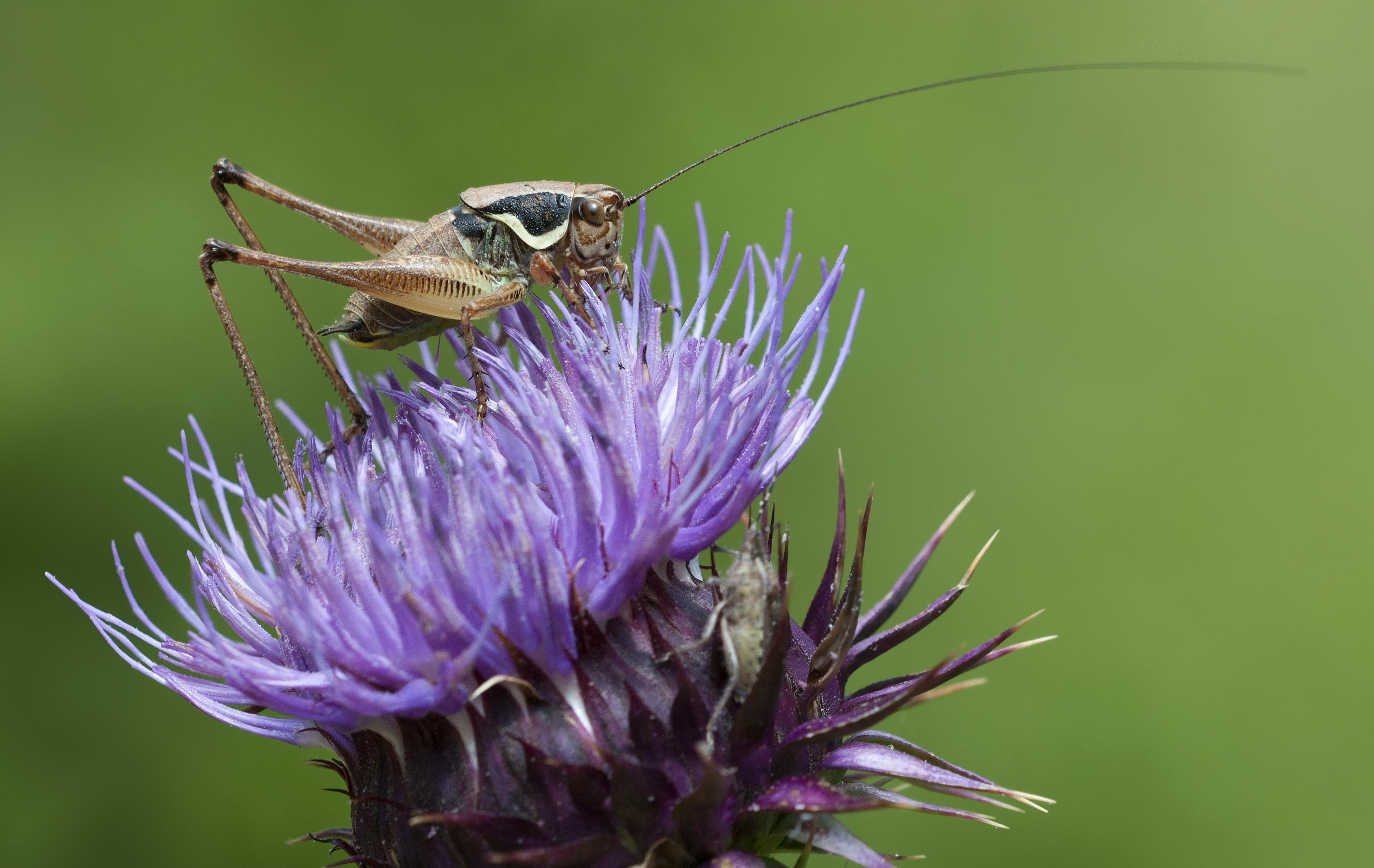
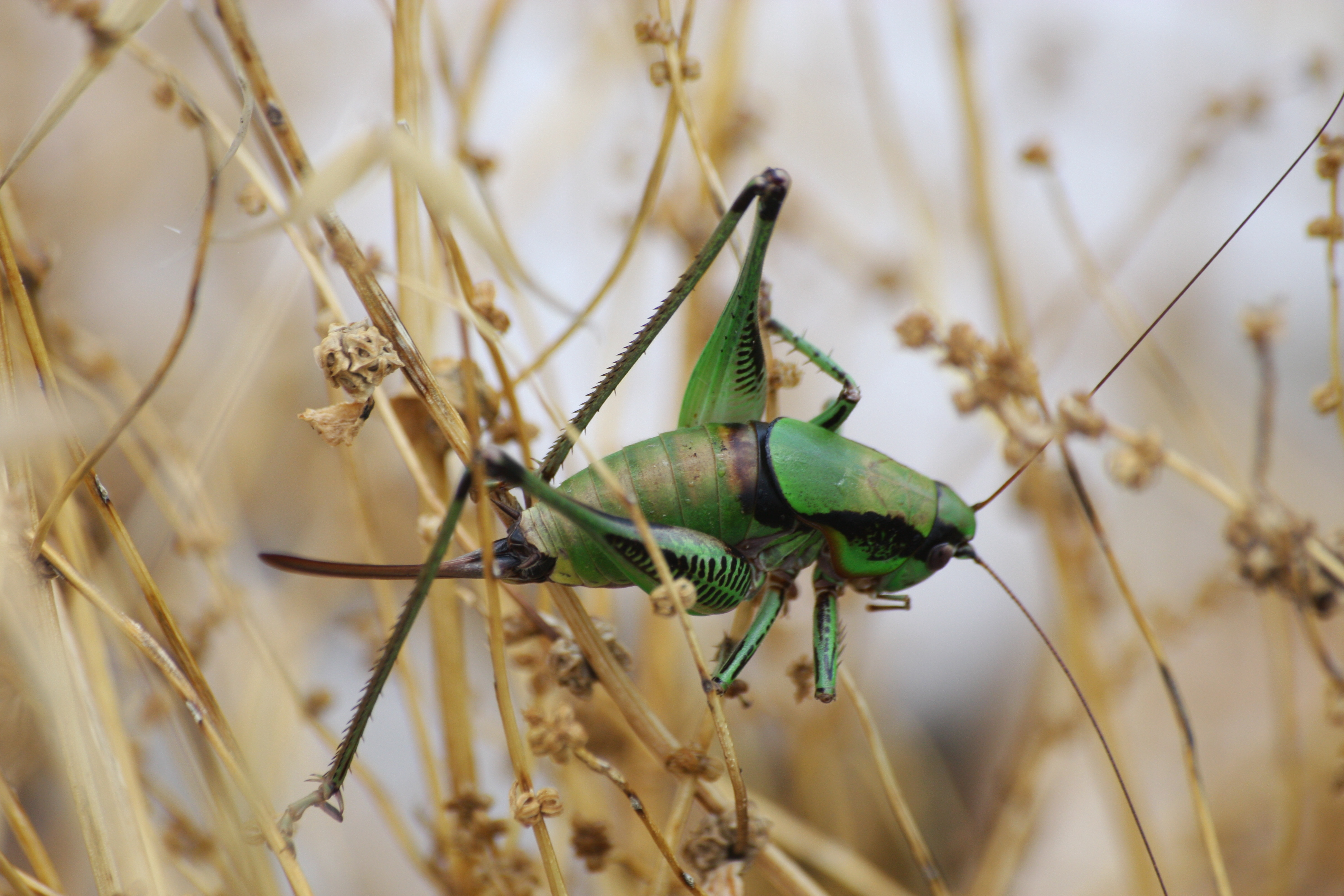
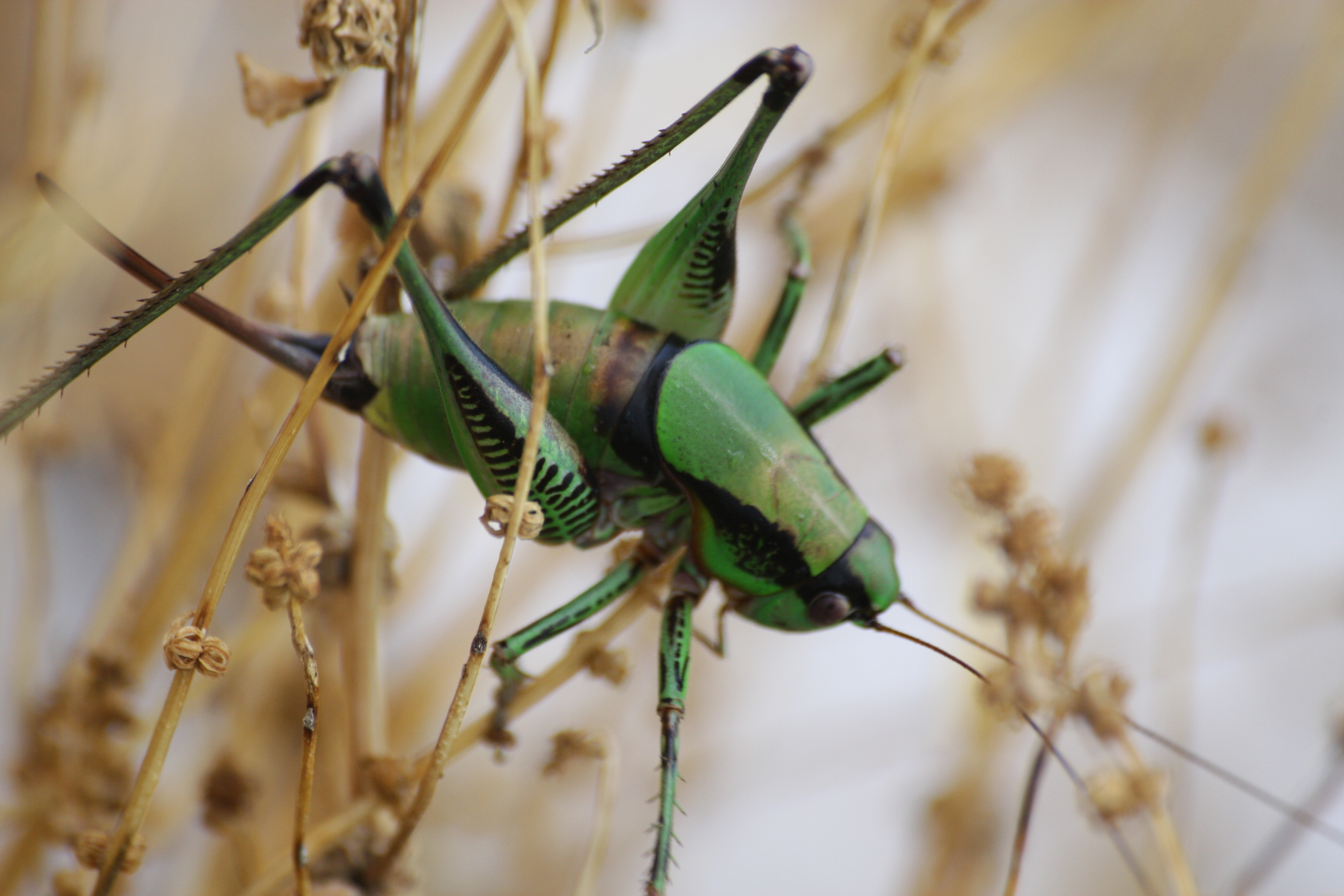
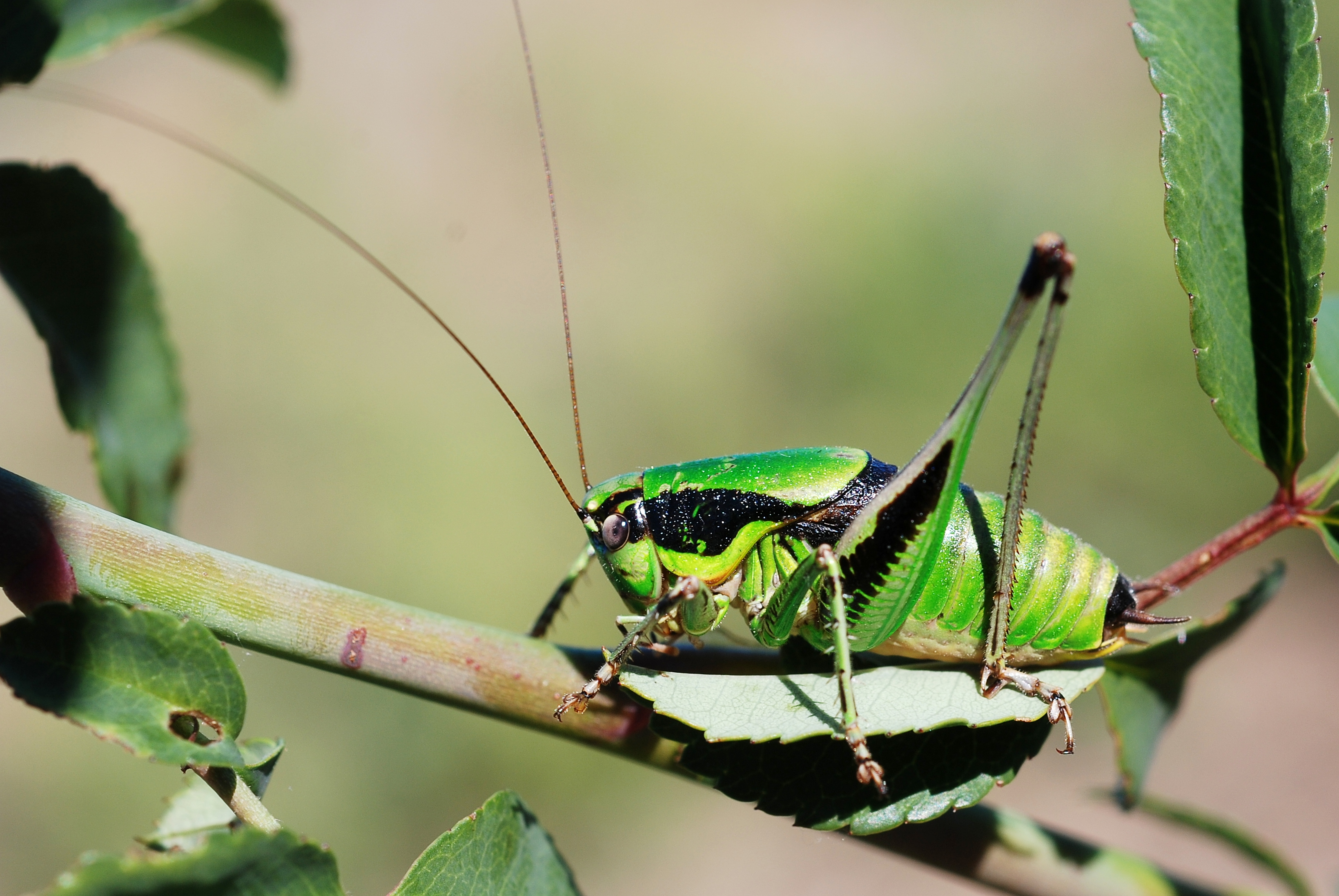
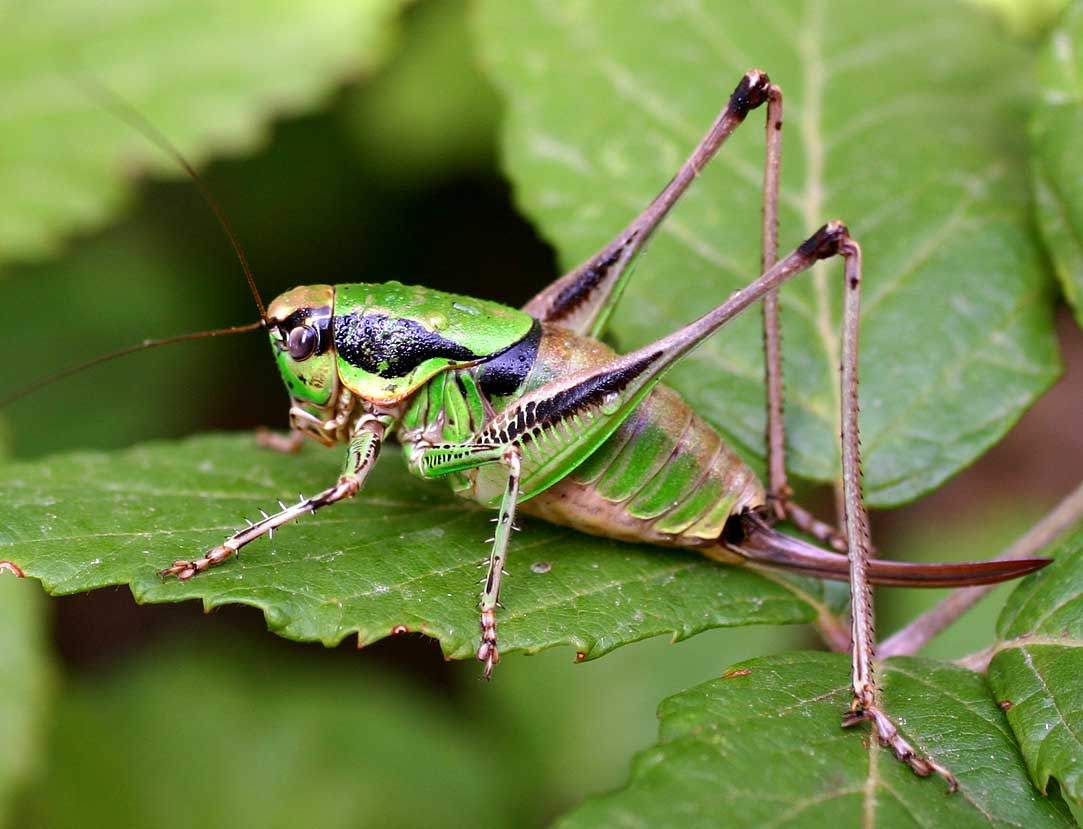
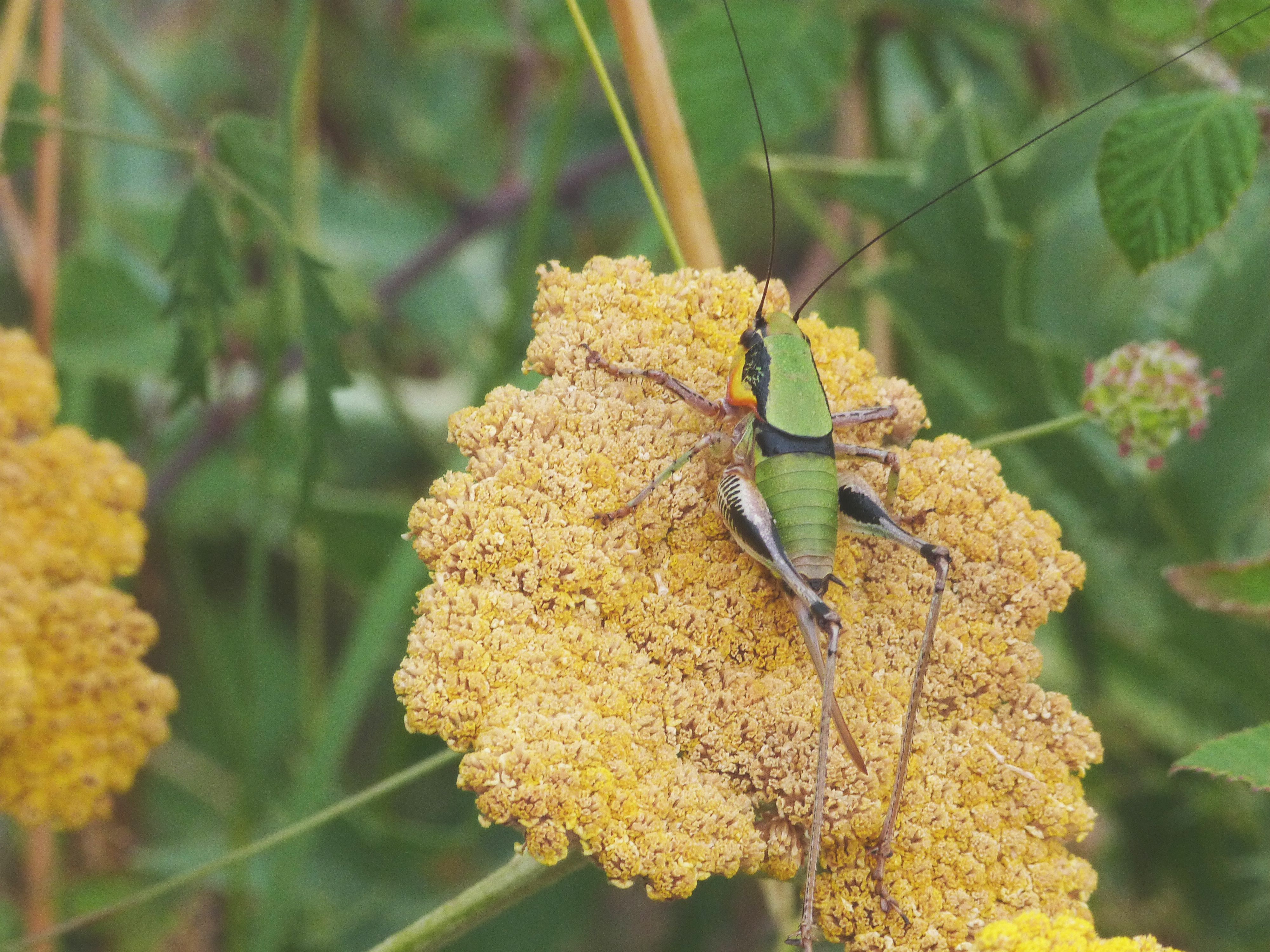

## Dottertaxa tillEupholidoptera, i alfabetisk ordning[1]
- Eupholidoptera akdeniz
- Eupholidoptera anatolica
- Eupholidoptera annamariae
- Eupholidoptera annulipes
- Eupholidoptera astyla
- Eupholidoptera cephalonica
- Eupholidoptera chabrieri
- Eupholidoptera cretica
- Eupholidoptera cypria
- Eupholidoptera demirsoyi
- Eupholidoptera epirotica
- Eupholidoptera excisa
- Eupholidoptera femorata
- Eupholidoptera forcipata
- Eupholidoptera gemellata
- Eupholidoptera giuliae
- Eupholidoptera helina
- Eupholidoptera hesperica
- Eupholidoptera icariensis
- Eupholidoptera jacquelinae
- Eupholidoptera karabagi
- Eupholidoptera karatolosi
- Eupholidoptera kinzelbachi
- Eupholidoptera krueperi
- Eupholidoptera kykladica
- Eupholidoptera latens
- Eupholidoptera ledereri
- Eupholidoptera leucasi
- Eupholidoptera lyra
- Eupholidoptera marashensis
- Eupholidoptera mariannae
- Eupholidoptera megastyla
- Eupholidoptera mersinensis
- Eupholidoptera mirzayani
- Eupholidoptera palaestinensis
- Eupholidoptera pallipes
- Eupholidoptera peneri
- Eupholidoptera prasina
- Eupholidoptera raggei
- Eupholidoptera rammei
- Eupholidoptera sevketi
- Eupholidoptera smyrnensis
- Eupholidoptera spinigera
- Eupholidoptera tahtalica
- Eupholidoptera tasheliensis
- Eupholidoptera tauricola
- Eupholidoptera tucherti
- Eupholidoptera unimacula
- Eupholidoptera uvarovi
- Eupholidoptera werneri